# Pablo Neruda
Pablo Neruda (Parral, 12 juli 1904 – Santiago, 23 september 1973) was een Chileens dichter en Nobelprijswinnaar.

## Biografie
Neruda werd geboren als Ricardo Eliécer Neftalí Reyes Basoalto. Omdat zijn vader niet wilde dat hij schrijver zou worden, schreef hij onder de schuilnaam Pablo Neruda, naar de Tsjechische dichter Jan Neruda (1834-1891) die hij bewonderde. Pablo Neruda werd later zijn officiële naam.
Neruda is geboren in Parral, een stad ongeveer 300 kilometer ten zuiden van Santiago, waar zijn vader bij de spoorwegen werkte. Zijn moeder overleed kort na zijn geboorte. Niet lang daarna verhuisden Neruda en zijn vader naar Temuco, waar zijn vader trouwde met Doña Trinidad Candia Malverde.
Op zijn dertiende stuurde Neruda een aantal van zijn gedichten naar de lokale krant, La Mañana. Zijn eerste gedicht heette Entusiasmo y perseverancia ('Enthousiasme en volharding'). In 1920 stuurde hij meer gedichten naar het literaire blad Selva Austral, onder het pseudoniem 'Pablo Neruda'.
Zijn eerste gedichtenbundel, La Canción de la fiesta ('Het lied van het feest'), werd gepubliceerd in 1920. In 1923 bracht hij Crepusculario uit, en in 1924 publiceerde hij Veinte poemas de amor y una canción desesperada ('Twintig gedichten over liefde en een lied over wanhoop'), een van zijn bekendste werken.
Professioneel werd Neruda diplomaat. In 1929 was hij in functie in Ceylon. Nadien werd hij aangesteld als Chileens consul in Spanje, Madrid. Hij trouwde op 6 december 1930 met de Indisch-Nederlandse Maria Antonia Hagenaar en ze kregen in 1934 een dochter, Malva Marina. Zij leed aan hydrocefalie (waterhoofd), een storing in de afvoer van het hersenvocht. Bij het uitbreken van de Spaanse burgeroorlog in 1936 vluchtte het echtpaar naar Monaco en gingen ze uit elkaar. Pablo Neruda hertrouwde nog twee keer, maar Malva Marina bleef zijn enig kind. Malva Marina Reijes overleed op 2 maart 1943 in Gouda. Zij ligt begraven op de Oude Begraafplaats in Gouda.
Een bekend werk van Neruda is Canto General (1950), dat ook in het Nederlands is vertaald. Canto General is een uitgebreid werk over Noord- en Latijns-Amerika. Hij schreef dit als banneling, terwijl hij zich verborgen hield in 1948 en 1949, toen hij vervolgd werd door de regering van Gabriel González Videla (1948-1952), die de Communistische Partij, waarvoor Neruda als senator gekozen was, had verboden.
Neruda kreeg in 1945 de Premio Nacional de Literatura de Chile. In 1971 werd hij onderscheiden met de Nobelprijs voor Literatuur.
Neruda, die al langer in een ziekenhuis werd behandeld voor prostaatkanker, overleed daar aan een hartaanval in 1973. Hij overleed twaalf dagen na de gewelddadige dood van zijn vriend Salvador Allende, de democratisch verkozen president van Chili. In de nasleep van de bloedige militaire coup had de dichter besloten om in ballingschap te gaan en het nieuwe regime vanuit het buitenland te bekritiseren. Daags voor zijn vertrek werd hij in een ambulance naar het ziekenhuis gevoerd, waar hij overleed. De nationale begrafenis van de dichter, een openbare manifestatie die verboden was door de nieuwe militaire machthebbers van generaal Pinochet, groeide door de plotselinge verschijning van duizenden in de Chileense straten uit tot de eerste publieke protestmanifestatie tegen de nieuwe militaire dictatuur.
Na zijn dood werden Neruda's huizen in Santiago (La Chascona), Valparaíso (La Sebastiana) en Isla Negra opengesteld voor bezoekers. Zijn kunstwerken en bezittingen zijn er tentoongesteld.

### Doodsoorzaak
De nabestaanden hebben steeds betwijfeld dat Neruda door een natuurlijke oorzaak was gestorven. Zijn toenmalige chauffeur Manuel Araya verklaarde in 2011 dat Neruda door een dodelijke injectie om het leven is gebracht. Onderzoeksrechter Mario Carrera had voldoende aanwijzingen om het stoffelijk overschot op 8 april 2013 te laten opgraven om mogelijks de doodsoorzaak opnieuw vast te stellen. Laboratoria van wereldfaam in India, Zwitserland, Duitsland en de VS hebben aangeboden om mee te werken. Uit het onderzoek is gebleken dat Neruda niet vergiftigd is. In de lichaamsweefsels werden geen chemische substanties aangetroffen die niet te maken hebben met zijn behandeling tegen prostaatkanker. In een ministerieel document van maart 2015 werd het echter "duidelijk mogelijk en hoogstwaarschijnlijk" genoemd dat de dood van Neruda het resultaat was van een interventie door derden. In november van dat jaar gaf de onderzoeksrechter opdracht om nieuwe testen uit te voeren naar substanties die niet eerder waren gezocht. Gerechtelijke experts concludeerden in 2023 dat hij op het ogenblik van overlijden een lichaamsvreemde en potentieel toxische bacterie in zijn lijf had, maar ze konden niet uitsluiten dat die afkomstig was van gecontamineerd voedsel. Gelijkaardige bacteriën werden in de jaren na Neruda's dood gebruikt voor politieke moorden door het Pinochetregime.

### Verkrachting
In 1974 werden de memoires van Neruda gepubliceerd. Daarin beschreef hij hoe hij in 1929, tijdens zijn diplomatieke periode in Ceylon, een Tamil-vrouw, die dagelijks kwam poetsen bij hem, bij de polsen nam, naar zijn bed trok en haar verkrachtte. Pas in de jaren 2010 trok deze passage de aandacht en kwam Neruda onder vuur te liggen omwille van de verkrachting. In 2018 keurde de Cultuurcommissie van het Chileense parlement een voorstel goed om de luchthaven in de hoofdstad Santiago naar Neruda te vernoemen. Dit lokte hevige discussies uit omwille van de verkrachtingszaak die het blazoen van Neruda besmeurde.

## In het Nederlands vertaalde werken
- 1950 - Canto General Ned. vert. 1984 door Mark Braet, Willy Spillebeen en Bart Vonck, Rainbow Pocketboek 30, ISBN 90-6766-030-2
- 1974 - Ik beken ik heb geleefd - herinneringen verzorgd door Matilde Neruda en Miguel Otero Silva, Ned. vert. van Robert Lemm, Eerste druk: in 1975 in twee delen bij Uitgeverij De Arbeiderspers; Tweede druk: Uitg. Prometheus, 2002 (ISBN 90-446-0154-7)
- 1959 - Honderd liefdessonnetten bevat ook de oorspronkelijke Spaanstalige gedichten; Ned. Vert. van Catharina Blaauwendraad, 2003, Uitg. Prometheus (ISBN 90-446-0299-3)
- 1989 - Ode aan de typografie Ned. vert. 1989 door Cees Nooteboom, 'Oda a la tipografia' uit de bundel Nuevas Odas Elementales (1954). Amsterdam: Uitgeverij De Arbeiderspers B.V. ISBN 90-295-3253-X (Herdruk 2006: Moergestel: Van Kempen)

## Fictie en film
- Neruda, geregisseerd door Pablo Larraín in 2016 (feit en fictie), met Luis Gnecco als Neruda en Gael García Bernal als politie-inspecteur.
- Il postino,  geregisseerd in 1994 door Michael Radford, met in de hoofdrollen Massimo Troisi als postbode en Philippe Noiret als Neruda. De film is gebaseerd op het boek De postbode van Neruda van Antonio Skarmeta.
- Pauline Slot, En het vergeten zo lang. Roman. Utrecht, Uitgeverij De Arbeiderspers, 2010. ISBN 9789029571920